# Wycombe Wanderers F.C.
Wycombe Wanderers Football Club – angielski zespół piłkarski z miasta High Wycombe w hrabstwie Buckinghamshire, grający w League One.

## Skład
Stan na lipiec 2023 r.
| Nr | Poz. | Piłkarz                                          |
| -- | ---- | ------------------------------------------------ |
| 1  | BR   | Max Stryjek                                      |
| 2  | OB   | Jack Grimmer                                     |
| 3  | OB   | Joe Jacobson (Kapitan)                           |
| 5  | OB   | Chris Forino                                     |
| 6  | OB   | Ryan Tafazolli                                   |
| 7  | PO   | David Wheeler                                    |
| 8  | PO   | Kian Breckin (Wypożyczony z Manchester City U21) |
| 9  | NA   | Sam Vokes                                        |
| 10 | PO   | Luke Leahy                                       |
| 11 | OB   | Harry Boyes (Wypożyczony z Sheffield United U21) |
| 12 | NA   | Garath McCleary                                  |
| 15 | PO   | Jack Young                                       |
| 16 | OB   | Richard Keogh                                    |

| Nr | Poz. | Piłkarz            |
| -- | ---- | ------------------ |
| 17 | OB   | Kane Vincent-Young |
| 18 | NA   | Brandon Hanlan     |
| 19 | OB   | Jack Wakely        |
| 21 | NA   | D’Mani Mellor      |
| 26 | OB   | Jason McCarthy     |
| 36 | OB   | Antoine Makoli     |
| 39 | OB   | Declan Skura       |
| 28 | PO   | Josh Scowen        |
| 29 | NA   | Tjay De Barr       |
| 31 | PO   | Jasper Pattenden   |
| 33 | PO   | Luca Woodhouse     |
| 35 | PO   | Christie Ward      |

### Piłkarze na wypożyczeniu
| Nr | Poz. | Piłkarz                                       |
| -- | ---- | --------------------------------------------- |
| 34 | OB   | Jack Wakely (Wypożyczony do Ebbsfleet United) |

## Trenerzy
- James McCormick (1951-1952)
- Sid Cann (1952-1961)
- Colin McDonald (1961)
- Graham Adams (1961–1962)
- Don Welsh (1962–1964)
- Barry Darvill (1964–1968)
- Brian Lee (1968-1976)
- Ted Powell (1976–1977)
- John Reardon (1977–1978)
- Andy Williams (1978–1980)
- Mike Keen (1980–1984)
- Paul Bence (1984–1986)
- Alan Gane (1986–1987)
- Peter Suddaby (1987–1988)
- Jim Kelman (1988–1990)
- Martin O’Neill (1990−1995)
- Alan Smith (1995–1996)
- John Gregory (1996–1998)
- Neil Smillie (1998−1999)
- Lawrie Sanchez (1999–2003)
- Tony Adams (2003–2004)
- John Gorman (2004–2006)
- Paul Lambert (2006–2008)
- Peter Taylor (2008–2009)
- Gary Waddock (2009–2012)
- Gareth Ainsworth (2012-2023)
- Matt Bloomfield (2023-)